# Litoria andiirrmalin
Litoria andiirrmalin es una especie de anfibio anuro del género Litoria de la familia Pelodryadidae.

## Distribución geográfica
Es endémica del Parque nacional Cabo Melville (Australia).
Estas ranas viven en campos de rocas cerca de selvas tropicales.  Son difíciles de estudiar porque sus montañas son difíciles de escalar. De 2004, los científicos solo los habían visto en cuatro arroyos.